# Сёкаку
Авианосец Сёкаку (Парящий журавль) ВМС Императорской Японии (яп.  Сёкаку кокубокан) — тяжёлый авианосец Императорской Японии 1940-х годов, самый большой специализированный авианосец в мире на момент ввода в строй. Находился в строевом составе ВМС чуть менее трех лет, приняв активное участие почти во всех боевых действиях на Тихом океане, в том числе: в ударах по Тихоокеанскому флоту ВМС США и Дальневосточному Флоту ВМС Великобритании, в наступательной операции у архипелага Новой Гвинеи (1942 год) и в оборонительной операции у архипелага Марианских островов, во время которой погиб 19 июня 1944 года в результате торпедной атаки ПЛ № 244 Кавалла ВМС США.

## История проекта
По замыслу Главного штаба ВМС, костяк сил морской корабельной авиации Императорской Японии должна была составить серия крупных, быстроходных и вооружённых кораблей, строительство которых до конца 1930-х гг. сдерживалось международными договорами об ограничении ВМС от 1922 г. и 1930 г. Облик серийного тяжёлого авианосца ВМС полностью проявился в проекте Сорю. Накопив в 1920-30-х гг. опыт строительства и применения авианосцев (учения и конфликт 1930-х гг. в Китае), перед началом войны Императорская Япония создала наиболее удачный серийный проект АВ серии Сёкаку. Головной корабль Сёкаку (Парящий журавль) строился на кораблестроительном заводе Главной базы ВМС Иокосука в 1937-39 гг. С принятием обоих кораблей проекта в состав 5 дивизии ВМС силы корабельной авиации Императорской Японии по силе становились вторыми в мире.

### Постройка

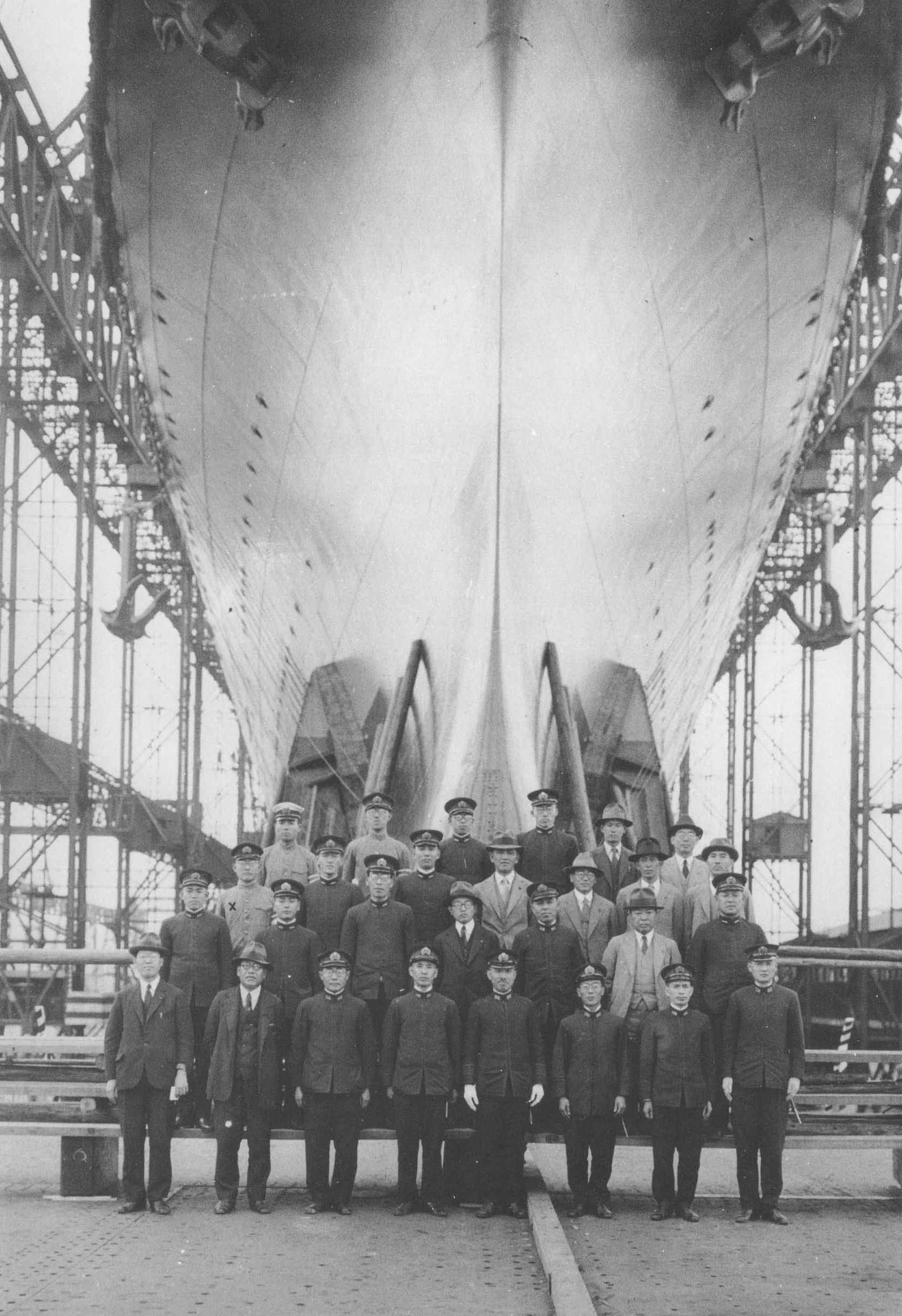
Группа кораблестроителей АВ Сёкаку в доке Главной базы ВМС (1939 г.)
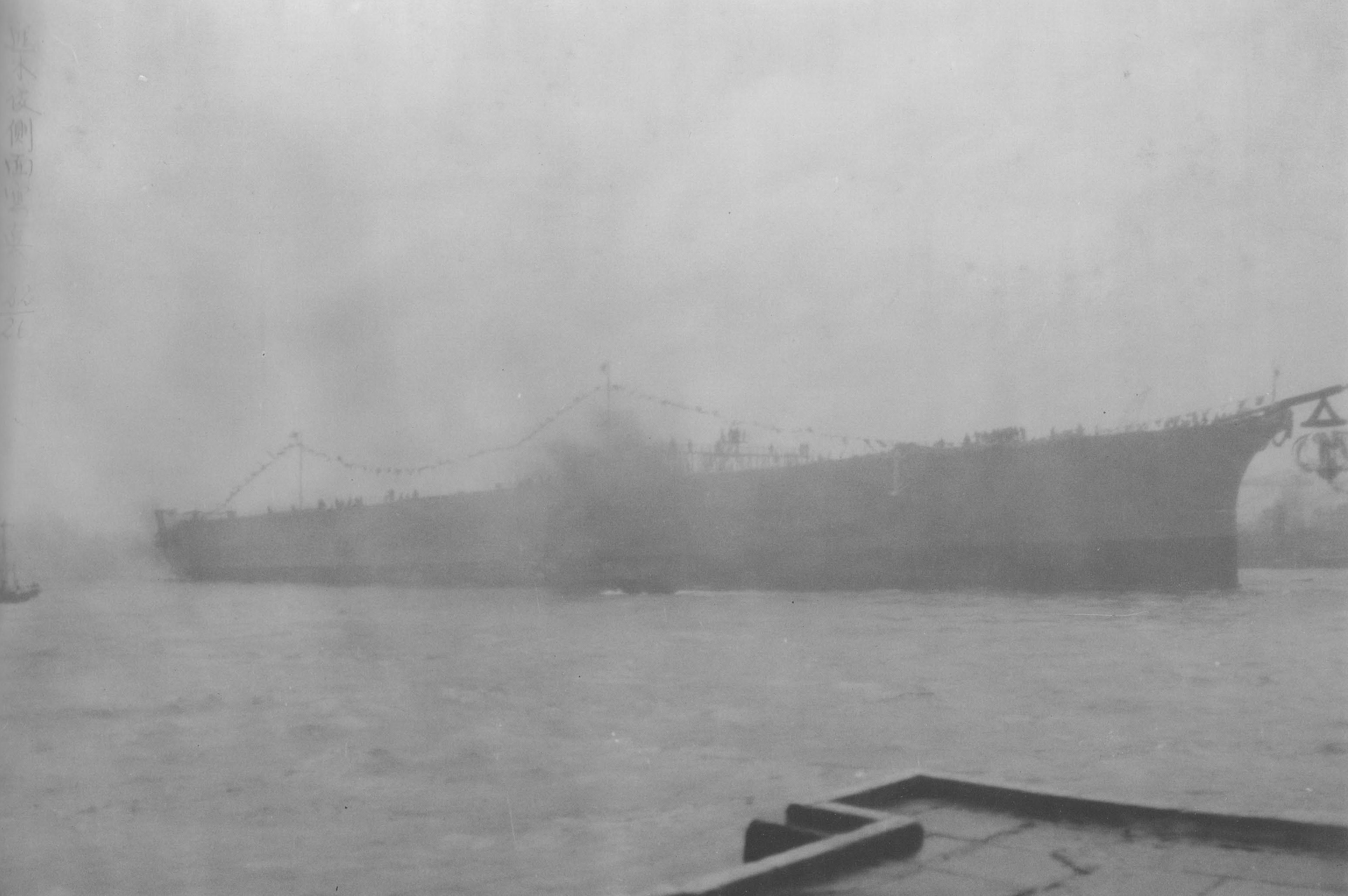
Корпус Сёкаку в бассейне завода Главной базы ВМС (1939 г.)

Одобренный Парламентом План №3 кораблестроения ВМС 1937 г. включал несколько тяжелых кораблей I ранга, предназначенных для радикального усиления ВМС, в том числе 
- линейную пару проекта Ямато
- авианосную пару проекта Сёкаку
- серию океанских эсминцев I ранга проекта Кагэро.

Корпусами №№1-2 Плана №3 стали ЛК Ямато -Мусаси), Корпусами №№3-4 - АВ Сёкаку -Дзуйкаку, корпусом №5 – плавбаза авиации Ниссин.
Киль АВ Сёкаку заложен в 12.12.1937 г. кораблестроительном заводе округа ВМС Иокосука на том же стапеле, где ранее строился ЛК Муцу (корпус №2 линейного проекта Нагато). 16.5. 1939 г. в заводе прошла официальная церемония наименования, в ходе которой строящийся корабль классифицирован как авианосец и получил официальное наименование Сёкаку  (яп.  シヤウカク). В церемонии наименования и принятия корабля в строй принял участие член правящей Династии и старший офицер ВМС принц Фусими.
Корпус корабля спущен на воду в заводе ВМС Иокосука 1.6.1939 г. (16:20 по Токио) в присутствии членов Династии (принцев Фусими и Куни и принцессы Фусими) министра ВМС М. Ёнаи и командующего округом ИокосукаК. Хасэгава. На тот момент в бассейне завода также находилась на стоянке ожидавшая переоборудования в авианесущий корабль плавбаза ПЛ Такасаки.
20.5.1940 г. командиром достроечного экипажа был назначен капитан 1 ранга М. Сумикава (ранее последовательно атташе ВМС в Париже, технический специалист ГУК ВМС и ГУ авиации ВМС), с 23.5.1940 г. на корабле разместился достроечный штаб. С 15.10.1940 г. капитан 1 ранга Сумикава переведен командиром ПБ гидроавиации Дзуйхо (позднее также командир АВ Хиё и далее командир достроечного экипажа АВ Тайхо), командиром в достройке АВ Сёкаку назначен капитан 1 ранга Т. Дзёдзима (ранее командир УБАП ВМС Курэ), с 15.11.1940 г. также кпо совместительству омандир переоборудуемой в авианосец ПБ ПЛ Цуругисаки.

## Вооружение

### Авиационное
Авиационная БЧ включала четыре эскадрильи видов авиации (ИА, лёгкобомбардировочная (пикировочная), торпедоносная, разведывательная) 72 экипажа и 84 ед. авиации (12 ед. резервных). В ходе войны были приняты на вооружение последние модификации перехватчика И-0, пикировщики Комета и торпедоносцы Тяньшань.
| Период        | ИАЭ                   | ЛБАЭ                     | ТАЭ                  | РАЭ       | АвиаБЧ         |
| ------------- | --------------------- | ------------------------ | -------------------- | --------- | -------------- |
|               |                       |                          |                      |           |                |
| конец 1941 г. | 2 роты И-0 (18 ед.)   | 3 роты ЛБ-99 (27 ед.)    | 3 роты Т-97 (27 ед.) | нет       | 8 рот (72 ед.) |
| весна 1942 г. | 2 роты И-0 (21 ед.)   | 2 роты ЛБ-99 (20 ед.)    | 2 роты Т-97 (21 ед.) | нет       | 8 рот (62 ед.) |
| лето 1942 г.  | 3 роты И-0 (26 ед.)   | 2 роты ЛБ-99 (14 ед.)    | 2 роты Т-97 (18 ед.) | 1 ед. Р-2 | 6 рот (59 ед.) |
| осень 1942 г. | 2 роты И-0 (18 ед.)   | 2 роты ЛБ-99 (20 ед)     | 2 роты Т-97 (23 ед.) | нет       | 6 рот (61 ед.) |
| 1943-44 гг.   | 3 роты И-0 (27 ед. 0) | 3 роты ЛБ-99 (27 ед. 99) | 2 роты Т-97 (18 ед.) | 3 ед. Р-2 | 8 рот (75 ед.) |

### Артиллерийское

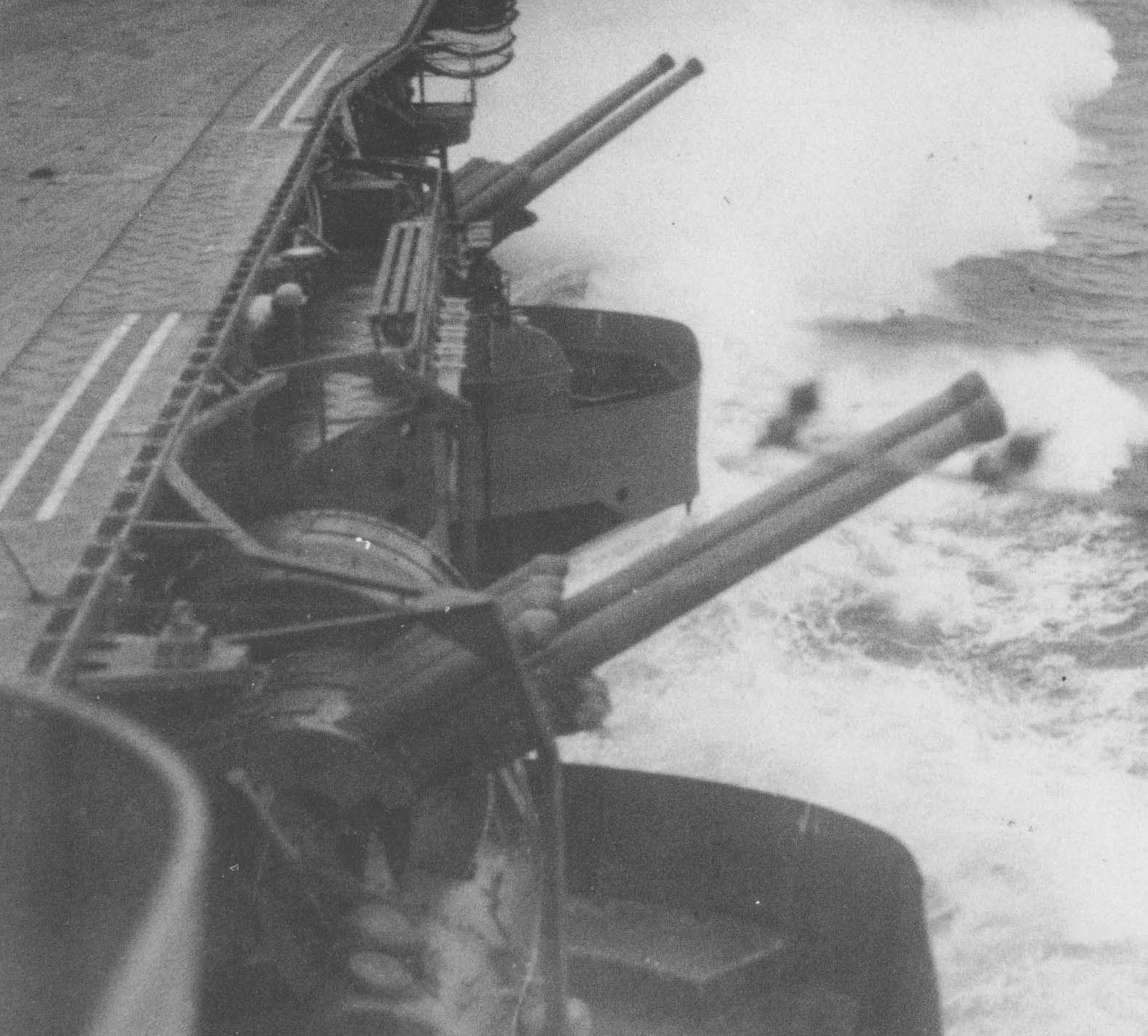
Спаренный АК-89

#### Система наведения
Батареи АК-89 5 дм имеют центральные гидроприводы от четырёх КДП-94 ПВО, позволяя вести одновременный обстрел четырёх воздушных целей со скоростью до 500 км/ч. Недостатком общекорабельной СУО до 1943 г. было наличие только оптической системы наведения и отсутствие РЛС.

#### Артиллерийская ПВО
К концу 1930-х годов в ГУК ВМС появилось понимание, что основной задачей артиллерийской БЧ авианосца является обеспечение объектового ПВО. Все строящиеся корабли этого класса, в отличие от предыдущих, вооруженных башенными орудиями среднего калибра, стали получать универсальный ГК и МЗА ПВО. Корабль несёт 16 ед. морского универсального артиллерийского комплекса ПВО АК-89 5 дм на 8 ед. спаренных забортных спонсонов в носу и корме (пара спонсонов правого борта с противодымными щитами).

#### Ближняя ПВО
Автоматические орудия АК-96 1 дм (лицензионный Гочкисс) расположены в 6 подпалубных батареях (пара спонсонов правого борта с противодымными щитами) с батарейными ЗАП-95. Число МЗА в ходе войны росло: после оборонительной операции 1942 г. у арх. Н. Гвинеи (в Коралловом море) на корабле добавили по 4 ед. строенных АК-96. Летом 1942 г. в оконечностях добавили по второму строенному станку, а 16 одноствольных рассредоточили в передней части у батарей ГК и за надстройкой..
Корабль несёт 8 ед. платформ НУРС (28 направляющих кал. 5 дм) на станках МЗА. Точность пуска в любую плоскость была низкой, но залповая ракетная стрельба оказывала психологический эффект на заходящую в атаку авиацию противника.

### Радиотехническое вооружение

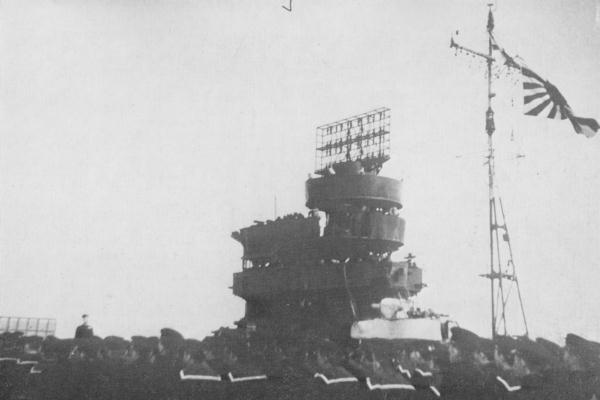
Общий вид РЛС-2 АВ Дзуйкаку
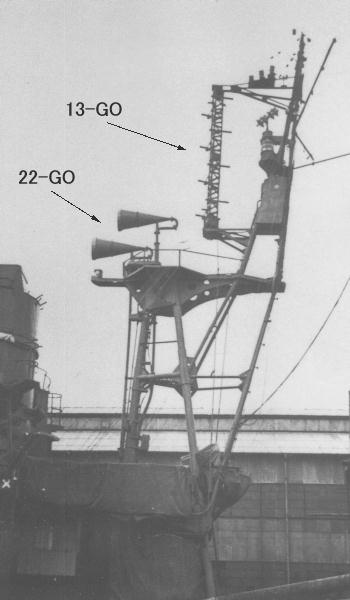
Общий вид РЛС-3

Дивизион радиолокационного вооружения штурманской БЧ (с 1944 г.) включает 3 ед. РЛС слежения за воздушной обстановкой. 
- 2 ед. одноканальных двухкоординатных РЛС-2 метрового диапазона

- носовая и кормовая матрасные вращающиеся антенны (три горизонтальных, четыре вертикальных диполя, 3,3×1,8 м, масса 0,8 т). Длина волны 1,5 м, мощность 5 кВт, дальность обнаружения надводной цели I ранга до 100 км. На АВ Сёкаку носовая антенна первого поколения смонтирована вместо КДП-94, антенна второго поколения на АВ Дзуйкаку - вращающаяся на крыше КДП-94.

- одноканальная двухкоординатная РЛС-3 метрового диапазона

- лестничный диполь перед стеньгой грот-маты. Длина волны 2 м, мощность 10 кВт, дальность обнаружения групповой воздушной цели 150 км, дальность определения свой-чужой 300 км.

Дивизион гидроакустического вооружения штурманской БЧ включает 
- пассивную шумопеленгаторную станцию ШПС-93  (яп.  Кюсансики суйтю тёонки)

- носовая эллипсообразная антенна диам. 3 м (16 электродинамических гидрофонов), диапазон 0,5-2,5 кГц, угловая ошибка до 5 гр.)

- пассивную шумопеленгаторную станцию ШПС-0  (яп.  Рэйсики суйтю тёонки)

- носовая эллипсообразная антенна диам. 4 м (30 электродинамических гидрофонов), диапазон 0,5-2,5 кГц, угловая ошибка до 3 гр.)

## ДАВ №5АФл №1ВМС(1941-42 гг.)
С 17.4.1941 г. капитан 1 ранга Т. Дзёдзима официально назначен командиром переданного в строй ВМС корабля. 
С 8.8.1941 г. АВ Сёкаку приписан к округу ВМС Иокосука, капитан 1 ранга Т. Дзёдзима освобожден от совмещения командования ПБ Дзуйхо (ее командиром по совместительству назначен ja:小畑長左衛門 капитан 1 ранга (командир ЛК Ямасиро).
23.8.1941 г. АВ Сёкаку впервые вышел в море, направляясь к о. Кюсю (округ ВМС Сасэбо). 26.8.1941 г. командующий АФл №1 ВМС (вице-адмирал Т. Нагумо) временно назначил АВ Сёкаку временным флагманом флота. 1.9.1941 г. комдивом ДАВ №5 ВМС назначен контр-адмирал Т. Хара, флагманом дивизии вместо АВ Сёкаку временно назначен АВ Тайё (АВ Сёкаку оставался флагманом флота). Одновременно ЭМ Садзанами временно передан из ДАВ №1 ВМС в состав ДАВ №5 ВМС.
8.9.1941 г. флагманом АФл №1 ВМС опять назначен АВ Акаги,а 10.9.1941 г. АВ Сёкаку повторно стал флагманом дивизии. Согласно новым штатам военного времени ВМС от 12.9.1941 г. ДАВ №5 проекта Сёкаку (АВ Сёкаку-Дзуйкаку ) получила в охранение дэм №11  (ЭМ Фубуки-Сираюки-Хацуюки), по плану становясь ДАВ №1, а прежняя ДАВ №1 ВМС (АВ Акаги -Кага) с дэм №51 (ЭМ Сирагумо-Усугумо) должна была стать ДАВ №5. Однако по результатам посещения АВ Сёкаку штаб и командование АФл №1 ВМС пришли к выводу, что полетная палуба корабля имеет недостаточные длину и ширину по сравнению с кораблями ДАВ №1, что осложняет работу авиации, и отказались от решения сделать пару Сёкаку-Дзуйкаку основной авианесущей дивизией АФл №1.
25.9.1941 г. закончен достройкой второй корпус проекта (АВ Дзуйкаку) и передан в состав ДАВ №5 ВМС (вместо плавбазы Касуга). Законченный одновременно достройкой ЭМ Акигумо (19 корпус проекта Кагэро), как новейший, также передан в качестве охранения в состав ДАВ №5.

### УдарпоТихоокеанскому флотуВМС США
В конце ноября 1941 г. ДАВ №5 ВМС (АВ Сёкаку-Дзуйкаку) в составе Флота авиации (АФл) №1 ВМС вышла из з. Касатка Курильской гряды к Гавайскому арх. 7.12.1941 г. силы авиации АФл №1 ВМС нанесли внезапный удар по силам Тихоокеанского флота США в военном порту Пёрл-Харбор. В первом (торпедоносном) вылете шло более 180 ед. ЛА, в том числе до десяти рот ТАЭ (противокорабельные БРАБ-99 и авиаторпеды Т-91), 6 рот ЛБАЭ под прикрытием пяти рот ИАЭ всех дивизий. Второй (пикировочный) вылет через 1 час 15 минут включал более 160 ед. ЛА, в том числе 6 рот ТАЭ с БРАБ-99 и 7 рот ЛБАЭ под прикрытием 4 рот ИАЭ. В первом вылете ЛБАЭ и ИАЭ провели налёт на военные аэродромы Уилер Сухопутных войск США и Канеохе ВМС США. После среднего ремонта, во второй половине января на восточном побережье Н. Гвинея ДАВ №5 ВМС поддерживала наступление на п. Рабаул нанося удары по военным аэродромам Рабаул и Лаэ. В начале весны 1942 г. ДАВ №5 вела в море поиск произведших налёт на арх. Маршалловых о-вов авианосных групп ВМС США и обеспечивала ПВО метрополии.

### УдарпоДальневосточному ФлотуВМСВеликобритании

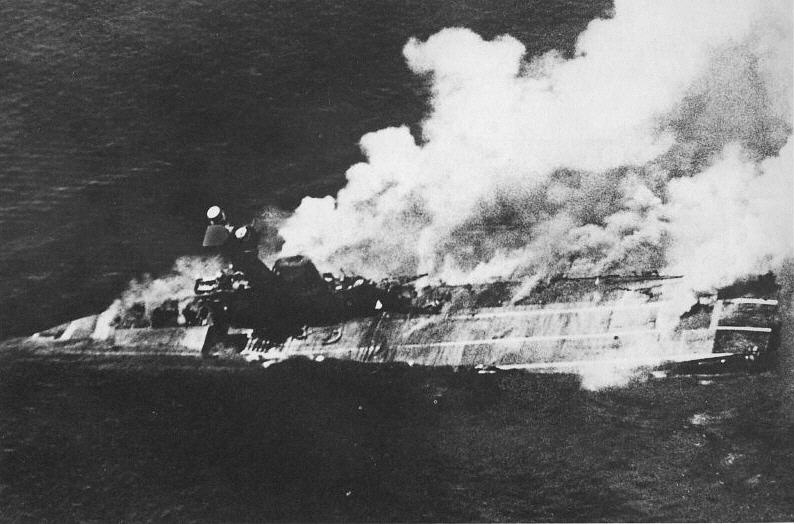
Гибель АВ Гермес (весна 1942 г.)

Весной 1942 г. АФл №1 ВМС начал переход в Индийский океан к о. Цейлон для нейтрализации сил находившихся там главных сил Дальневосточного флота ВМС Великобритании (вице-адмирал Д. Соммервил). В начале апреля ударные группы трех корабельных авиадивизий (до 130 ед. ЛА) провели налёт на п. Коломбо. В порту были потоплены эсминец Тенедос и вспомогательный крейсер Гектор ВМС Великобритании. Многие корабли и суда получили повреждения, было сбито 27 самолётов противника, уничтожены или получили тяжёлые повреждения предприятия, железнодорожные строения, ангары, административные здания и множество других построек. Несмотря на разрушения, главным силам удалось уйти от удара, так как незадолго до атаки штаб Дальневосточного Флота принял решение о срочной передислокации основных сил на запасную базу на ат. Адду. После трехдневного перехода штаб АФл №1 ВМС провел налёт на о. Цейлон (п. Тринкомали). Не найдя в порту кораблей, авиация атаковала портовые сооружения, топливохранилища, батареи ПВО и аэродром. В тот же день море были обнаружены и уничтожены в море п. Тринкомали АВ Гермес, ЭМ Вампир, корвет Холлихок, танкер Бр. Сержант и судно Ательстан ВМС Великобритании. В вылете приняли участие 9 рот ЛБАЭ (в том числе 14 машин ЛБАЭ Дзуйкаку), которым удалось поразить авианосец 13 бомбами. ИА прикрытия сбила четвёрку бомбардировщиков Бленхейм, после чего силы АФл №1 был отведен в Тихий океан.

### Наступательная операция у береговАвстралии

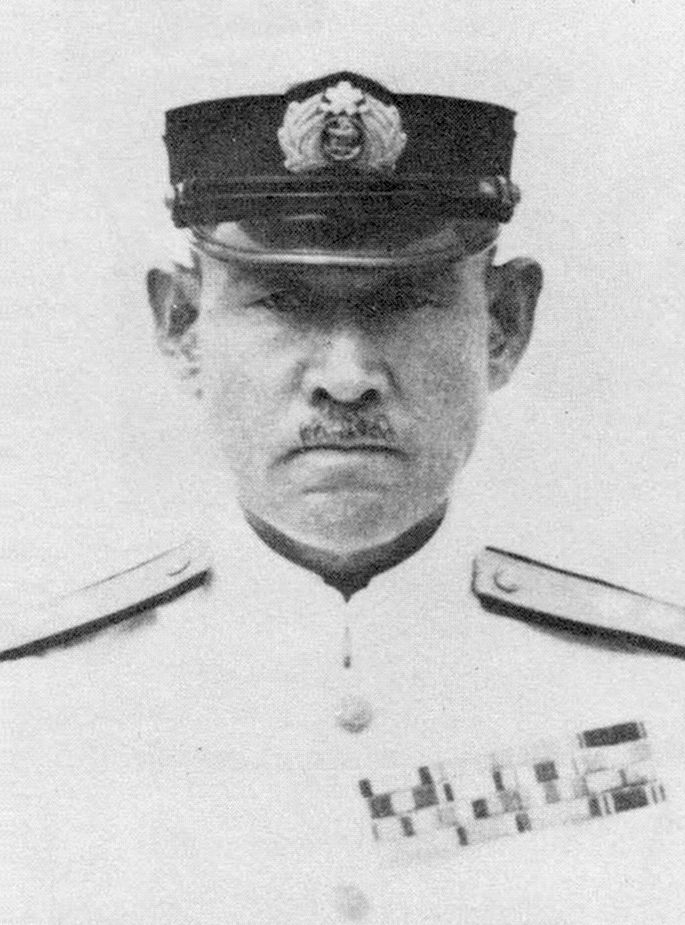
Ком. Флотом №4 ВМС вице-адмирал С. Иноуэ

После удара по Дальневосточному Флоту ДАВ №5 ВМС была направлена на Южный Фронт для перерезания морских путей на Австралию и реализации оперативного плана п. Морсби на о. Н. Гвинея. Для поддержки частей Сухопутных войск и морской пехоты ВМС штаб фронта формировал два сводных соединения ВМС Южного фронта:
- Флот №4 ВМС 
  - Соединение корабельной авиации Юг 
    - ДАВ №5 ВМС (Сёкаку-Дзуйкаку)
    - ДКР №5 ВМС (Мёко-Хагуро)
    - Сводная ДЭМ (vii дэм (Усио-Акэбоно), xxii дэм)

  -  Артиллерийское соединение Юг 
    - ДКР №6 ВМС (Фурутака-Аоба-Како)
    - дэм №? (ЭМ Кикудзуки- Садзанами)

Первоначально к участию в наступательной операции планировалось привлечь ДАВ №1 ВМС, однако АВ Кага не успевал с подходом в район операции после ремонта подводной части, а привлечение только АВ Акаги не покрывало потребности в силах авиации. Имелось мнение о привлечении к операции боеготовой ДАВ №2, однако в штабах считали, что ДАВ №5 (контр-адмирал Т. Хара) требуется боевой опыт. После окончания операции авиация ДАВ №5 (7 рот авиаБЧ Дзуйкаку и 6 рот авиаБЧ Сёкаку). планировалась к реализации оперативного плана Мидуэй.

#### Действия артиллерийской группировки Юг
Разведка ВМС Японии считала, что все авианосные силы ВМС США находятся в центральной части Тихого океана, и подход в район операции группировки корабельной авиации с надводной группировкой прикрытия (3 ед. АВ и 6 ед. артиллерийских кораблей) должно было обеспечить превосходство на море.  В конце апреля через арх. Микронезии (ПМТО ВМС Трук) соединения Южного фронта вышли в район о. Новая Гвинея для поддержки сил вторжения и осуществления ПВО района. Руководство операцией по захвату п. Морсби осуществлял штаб Флота №4 ВМС (адмирал С. Иноуэ), непосредственную поддержку обеспечивала артиллерийская группировка ВМС Юг под прикрытием лёгкого АВ Сёхо.
В первых числах месяца группировка корабельной авиации на переходе от ПМТО ВМС Трук к арх. Соломоновых о-вов потеряла тройку ударной авиации в противолодочном вылете . К началу боевых действий артиллерийской и авианосной группировкам Юг противостояли две (11 и 17) авианосные дивизии ВМС США, ещё две дивизии (АВ № 6 Энтерпрайз и АВ № 8 Хорнет) шли к месту операции от Японии. Через четыре дня после высадки гидроразведчики и торпедоносная авиация обнаружили в море ордер авианосной дивизии противника. Четыре роты пикировщиков и две роты торпедоносцев под прикрытием двух рот ИА потопили противника при потере одной машины (погибли старшины С. Исигуро и М. Кавадзоэ). Позже выяснилось, что за авианосец был принят танкер № 23 Неошо ВМС США в сопровождении ЭМ № 409 Симс. В ходе повторного поиска было потеряно до 2 рот от ПВО (10 машин) и на вынужденных (до 12 машин). Одна рота пыталась по ошибке совершить посадку на АВ № 5 Йорктаун).

#### Гибель АВСёхо
В тот же день авианалётом 17-й АД США был уничтожен АВ Сёхо. В ударных вылетах ДАВ №5 потеряла до двух пикировочных рот, после чего силы дивизии имели не более 100 машин на двух кораблях. В связи с гибелью АВ Сёхо и большими потерями комдив и штаб ДАВ №5 высказали намерение отставки, которое было отклонено. Для продолжения боёв группировка авиации получила охранение в виде ДКР №6 ВМС (II дкр - кр. I р. Кинугаса-Фурутака). Общие силы составили два авианосца с охранением (четыре крейсера I ранга и пять эсминцев)..

#### Потери11-йи17-йдивизий
В ответ на уничтожение АВ Сёхо авиация ДАВ №5 ВМС нанесла удар по 11 и 17 авианосным дивизиям ВМС США АвиаБЧ Сёкаку выполняла налёт на АВ №2 Лексингтон (комэск ТАЭ К. Такахаси, рота ТАЭ и ИАЭ, 2 роты ЛБАЭ). Около 11 часов утра ударные группы вышли в район нахождения 11 авианосной дивизии ВМС США. АВ № 2 Лексингтон получил тяжёлые повреждения и к концу дня был затоплен/ АвиаБЧ Дзуйкаку (к-н-л-т Т. Эма) вышла в район 17 АД ВМС США и добились попадания ОФАБ-250 в АВ № 5 Йорктаун (торпедные атаки сорваны).
Авианалёт был профессионально скоординирован. С КП я видел заходившие из многочисленных точек пикировщики и почти одновременно с ними торпедоносцы с обоих бортов носовой оконечности. Я не мог уйти от бомбового удара, но старался уклониться от торпедной атаки…
Профессиональная торпедная атака представляет подход с обоих носовых секторов, когда цель не может отвернуть, не подставив борт под атаку одной из групп. Жизненно важное значение имеет расчёт времени. Огромный корабль медленно делал отворот — до 40 секунд на перекладку руля. В повороте корабль тяжело и величественно двигался по огромному кругу…
В левый борт попала первая пара торпед. Фонтаны от трёх авиабомб также были приняты за следствие попаданий, но осмотр этого не подтвердил.
К-н 1 ранга Ф. Шерман, командир АВ Лексингтон

#### ПотериДАВ №5ВМС
В первой декаде мая авиация США, в свою очередь, произвела налёт на ДАВ №5 в море. Основной удар пришёлся на шедший в зоне хорошей погоды АВ Сёкаку, который был выведен из строя тремя бомбовыми попаданиями. Часть авиатехники была принята на борт АВ Дзуйкаку, который ушёл в метрополию для пополнения запасов и топлива. В связи низкой степени боеготовности авианесущих сил штаб Южного Фронта ВМС принял решение отложить проведение наступательной операции. Главком высказал требование полного уничтожения сил противника в зоне ответственности Южного Фронта (Коно сай, кёкурёку дзантэки-но сэнмэцу-ни цутому бэси). Штаб Южного Фронта ВМС отдал распоряжение всем частям выйти в море на поиск противника, однако активность сил была ограничена слабостью корабельной авиации и нехваткой запасов мазута.

#### Итогоперативного плана Морсби
Боевые действия завершились уничтожением АВ № 5 Йорктаун ВМС США, однако при столь серьёзной угрозе от противника Ставка Императорской Японии вынуждена была признать невозможной высадку Сухопутных войск на арх. Новой Гвинеи и отвести соединения ВМС от берегов Австралии. ТАЭ Сёкаку потеряла до 50 машин в боях и 12 ед. при посадке на воду, ИАЭ потеряла тройку, сбив 7 ед. торпедоносцев и тройку ИА противника. ШтабЮжного Фронта был уверен в уничтожении не только АВ Лексингтон, но и АВ № 5 Йорктаун, что учитывалось в планировании. После ошибочного потопления танкера № 23 Неошо штаб Флота №4 убедился в отходе АВ №5 Йорктаун. 10.5.1942 г. штаб Южного Фронта принял решение об откладывании операции, авианосные силы Юг были переброшены на подготовку наступательной операции у ат. Мидуэй. АВ Сёкакубыл возвращен в метрополию вместе с силами охранения, штаб Южного Фронта приступил к планированию операции по установлению контроля над южной частью арх. Микронезии.

## УничтожениесилАФл №1уат. Мидуэй

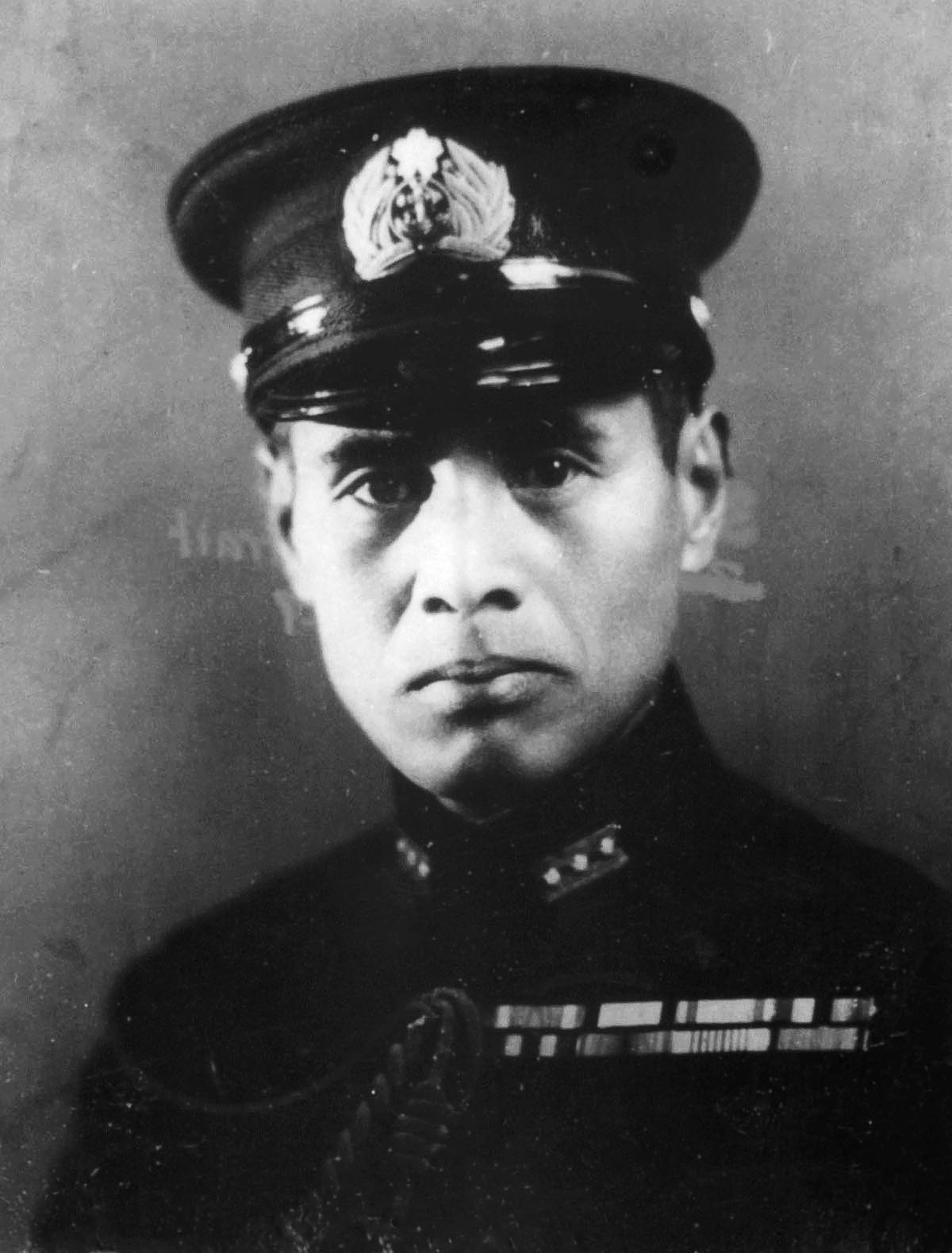
Оперативный офицер штаба АФл №1 (к-н 2 ранга М. Гэнда

ДАВ №5 ВМС планировалась к участию в наступательной операции у ат. Мидуэй, однако оно было отменено в связи с тяжёлыми потерями авиации и личного состава в боях с 17 авианосной дивизией ВМС США. Это вызвало сильный протест штаба АФл №1 (нач. оперативного отдела к-н 2 ранга М. Гэнда), поскольку не соответствовало принципу максимальной концентрации сил. Штаб требовал дождаться пополнения запасов и выхода из ремонта ДАВ №5, однако Ставка отклонила это требование. Кинооператор группы новостного агентства Домэй на борту АВ Акаги у ат. Мидуэй (С. Макидзима) вспоминал, что при эвакуации корабля М. Гэнда повторял: «Нам нужна была поддержка 5 дивизии» (Сёкаку-то Дзуйкаку-га итэ курэтара на), но сам М. Гэнда это отрицал..

## ДАВ №1Флота №3ВМС (1942-44 гг.)

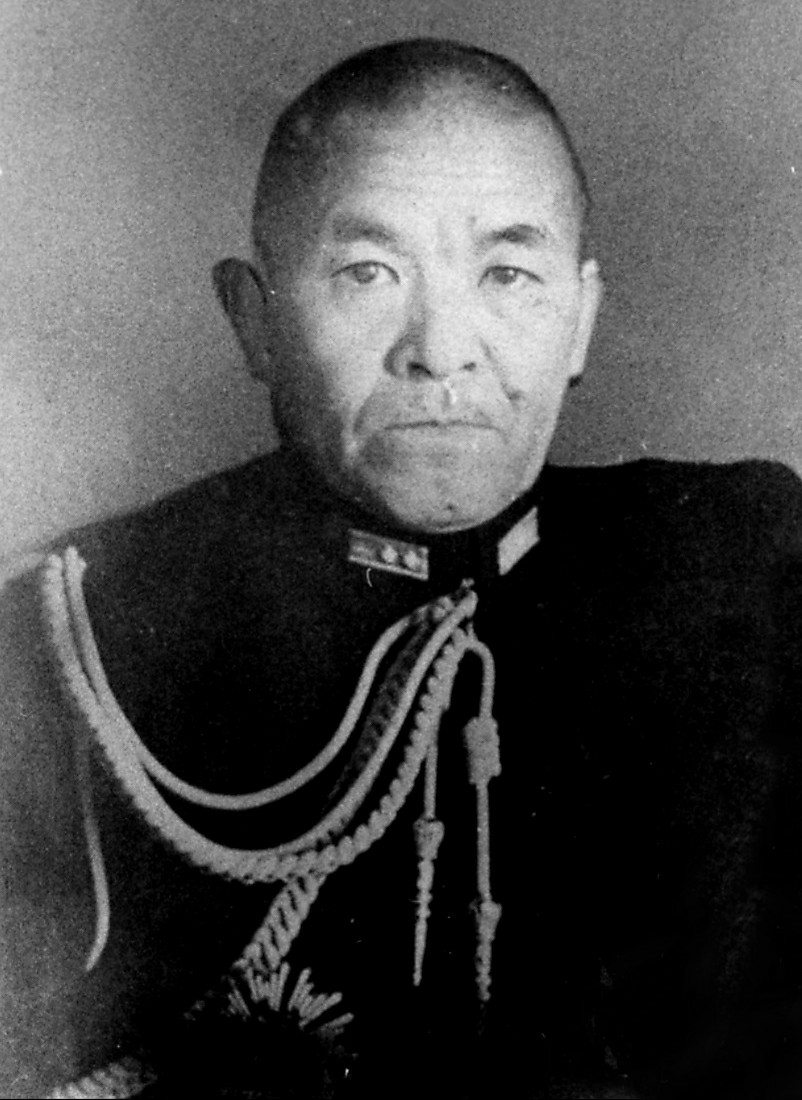
Ком. Флотом №3 ВМС вице-адмирал Т. Нагумо
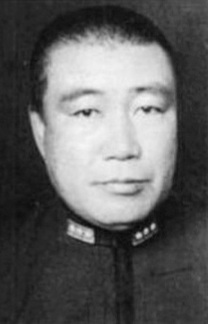
НШ Флота №3 ВМС контр-адмирал  Р. Кусака
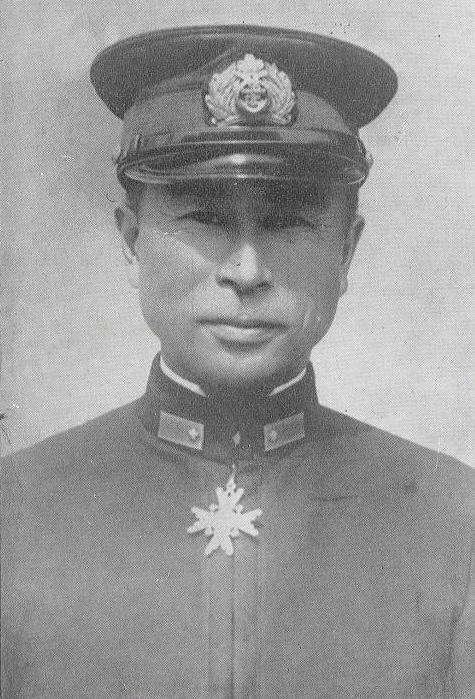
Второй командир корабля к-н 1 ранга М. Арима (1942-43 гг.)

На основе пары Сёкаку-Дзуйкаку и лёгкого АВ Дзуйхо была вновь сформирована ДАВ №1 ВМС в составе Флота №3 ВМС (ком. флотом вице-адмирал Т. Нагумо, нач. штаба — контр-адмирал Р. Кусака). Корабли приняли на борт авиацию и экипажи, в том числе из числа летчиков с кораблей, погибших у ат. Мидуэй. По результатам боевых действий у ат. Мидуэй авиаБЧ авианосца получила восьмиротный состав (по три роты в дивизионах ИА и пикировочной авиации и две роты торпедоносцев), была усилена МЗА оконечностей. Флагманом флота был назначен АВ Сёкаку (к-н 1 ранга М. Арима).

### Оборонительная операцияу арх. Соломоновых о-ов

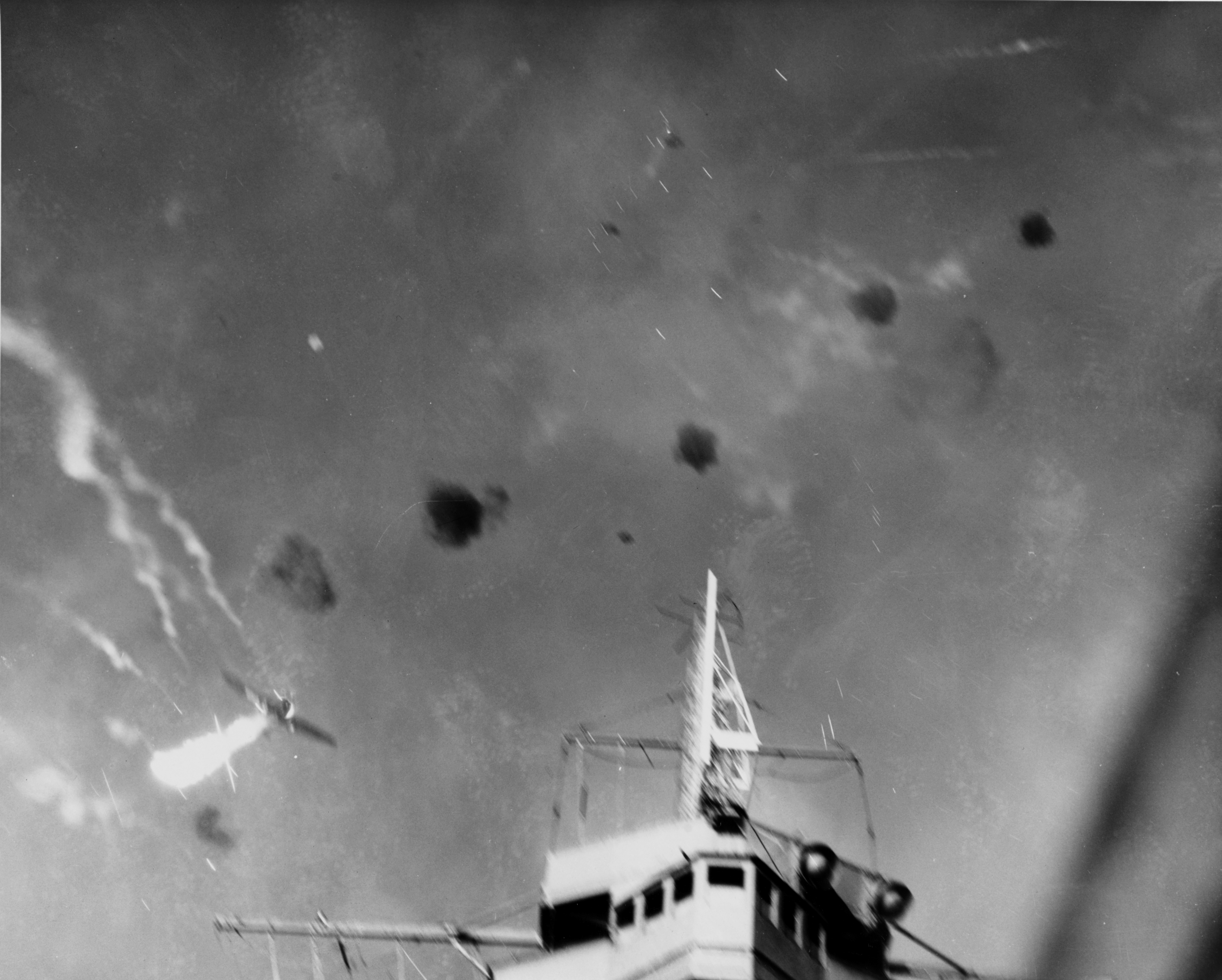
Уничтоженный ЛБ-99 над АВ Энтерпрайз (лето 1942 г.)

Выравнивание сил позволило ВМС США начать контрнаступление на арх. Соломоновых островов, и Императорская Япония начала наращивание сил в районе. С августа 1942 г. части морской пехоты США начали высадку в восточной части архипелага (острова Гуадалканал и Флорида). Из состава ДАВ №2 ВМС (Дзюнъё-Дзуйхо) последний был выделен на усиление ДАВ №1 (Сёкаку-Дзуйкаку). В конце августа авианосное соединение было выдвинуто от Новой Гвинеи к арх. Соломоновых островов, куда подходила 61 оперативная морская группировка ВМС США в составе 16 (АВ № 6 Энтерпрайз), 11-й (АВ № 3 Саратога) и 18 (АВ № 7 Уосп) авианосных дивизий. Задачей Флота №3 было подавление авиации противника у о. Гуадалканал и на военном аэродроме Гендерсон силами лёгких АВ и плавбаз и выманивание основных сил трёх дивизий противника под удар ДАВ №1.

#### КонтратакаФлота №3(август 1942 г.)
В конце лета 61 ОМГ ВМС США спланировала операцию по уничтожению лёгких авианосных сил группировки Императорской Японии, массированным авианалётом трёх палубных авиаполков в море уничтожив лёгкий АВ Рюдзе, ЭМ Муцуки и судно Кинрю, также повредив лидер Дзинцу и ПБ авиации Титосэ. 24.8.1942 г. ДАВ №1 ВМС контратаковала двумя вылетами по 4 роты. ЛБАЭ авиаБЧ Сёкаку произвела налёт на ордер 11-й (АВ №6 Энтерпрайз), АВ Дзуйкаку" — 16 АД (АВ № 3 Саратога) ВМС США. АВ № 6 Энтерпрайз получил три бомбовых попадания и был заменен АВ № 8 Хорнет. Потери корабельной авиации Императорской Японии составили до тройки ИАЭ и две роты ЛБАЭ в вылете и тройку ИАЭ и пикировщик на посадке. Во втором вылете группы не смогли обнаружить противника в море, потеряв пятерку пикировщиков по техническим причинам. Несмотря на потери в корабельном составе, ВМС и КМП США удалось предотвратить прорыв ДЭМ №2 ВМС к о. Гуадалканал, сорвав высадку десанта Императорской Японии и удержав аэродром стратегического значения.
| Список вылетов авиации ДАВ №1 24.8.1942 г. (бои с 61 ОМГ ВМС США) | Список вылетов авиации ДАВ №1 24.8.1942 г. (бои с 61 ОМГ ВМС США) | Список вылетов авиации ДАВ №1 24.8.1942 г. (бои с 61 ОМГ ВМС США) | Список вылетов авиации ДАВ №1 24.8.1942 г. (бои с 61 ОМГ ВМС США) | Список вылетов авиации ДАВ №1 24.8.1942 г. (бои с 61 ОМГ ВМС США) | Список вылетов авиации ДАВ №1 24.8.1942 г. (бои с 61 ОМГ ВМС США) |
| Вылет                                                             | Командир                                                          | АвиаБЧ Сёкаку                                                     | АвиаБЧ Дзуйкаку                                                   | Всего                                                             | Потери                                                            |
| ----------------------------------------------------------------- | ----------------------------------------------------------------- | ----------------------------------------------------------------- | ----------------------------------------------------------------- | ----------------------------------------------------------------- | ----------------------------------------------------------------- |
| 1                                                                 | к-н 3 ранга М. Сэки                                               | четверка ИАЭ две роты ЛБАЭ                                        | шестерка ИАЭ рота ЛБАЭ                                            | 4 роты (37 ед.)                                                   | шестерка ИАЭ 2 роты ЛБАЭ                                          |
| 2-й                                                               | к-н-л-т С. Такахаси                                               | тройка ИАЭ рота ЛБАЭ                                              | шестерка ИАЭ две роты ЛБАЭ                                        | 4 роты (36 ед.)                                                   | 5 ед. ЛБАЭ                                                        |
| ИТОГО                                                             |                                                                   |                                                                   |                                                                   | 73 ед.                                                            | 29 ед.                                                            |

#### Октябрьские бои 1942 г.
| АвиаБЧ АВ Дзуйкаку (арх. Св. Креста, лето 1942 г.) | АвиаБЧ АВ Дзуйкаку (арх. Св. Креста, лето 1942 г.) | АвиаБЧ АВ Дзуйкаку (арх. Св. Креста, лето 1942 г.) | АвиаБЧ АВ Дзуйкаку (арх. Св. Креста, лето 1942 г.) | АвиаБЧ АВ Дзуйкаку (арх. Св. Креста, лето 1942 г.) | АвиаБЧ АВ Дзуйкаку (арх. Св. Креста, лето 1942 г.) |
| Эскадрилья                                         | Командир                                           | Тип ЛА                                             | Всего                                              | Неисправных                                        |                                                    |
| -------------------------------------------------- | -------------------------------------------------- | -------------------------------------------------- | -------------------------------------------------- | -------------------------------------------------- | -------------------------------------------------- |
| ИАЭ                                                | к-н-л-т А. Сиранэ                                  | И-0                                                | 2 роты (21 ед.)                                    | 1 ед.                                              |                                                    |
| ЛБАЭ                                               | к-н-л-т С. Такахаси                                | ЛБ-99                                              | 2 роты (24 ед.)                                    | 2 ед.                                              |                                                    |
| ТАЭ                                                | к-н-л-т С. Имадзюку                                | Т-97                                               | 2 роты (20 ед.)                                    | -                                                  |                                                    |
| ИТОГО                                              |                                                    |                                                    | 65 ед.                                             | 3 ед.                                              |                                                    |

Бои за стратегический аэродром о. Гуадалканал с переменным успехом шли до конца 1942 г. Для противодействия 61 ОМГ ВМС США ДАВ №1 был придан легкий АВ Дзуйхо). Оставив часть авиаБЧ на о. Бугенвиль, в начале сентября ДАВ №1 ушла к арх. Микронезии (ПМТО ВМС Трук)., до конца месяца сделав ещё один выход в район присутствия 61 ОМГ ВМС США. 15.10.1942 г. ДАВ №1 ВМС (АВ Сёкаку-Дзуйкаку-Дзуйхо) нанесла удар по десантному ордеру ВМС США у о. Гуадалканал.

#### Бой с16и 18 дивизиями (26.10.1942 г.)
| Силы ВМС Императорской Японии (арх. Св. Креста, 26.10.1942 г.) | Силы ВМС Императорской Японии (арх. Св. Креста, 26.10.1942 г.) | Силы ВМС Императорской Японии (арх. Св. Креста, 26.10.1942 г.) | Силы ВМС Императорской Японии (арх. Св. Креста, 26.10.1942 г.) | Силы ВМС Императорской Японии (арх. Св. Креста, 26.10.1942 г.) | Силы ВМС Императорской Японии (арх. Св. Креста, 26.10.1942 г.) | Силы ВМС Императорской Японии (арх. Св. Креста, 26.10.1942 г.) | Силы ВМС Императорской Японии (арх. Св. Креста, 26.10.1942 г.) | Силы ВМС Императорской Японии (арх. Св. Креста, 26.10.1942 г.) |
| Флот №3 (вице-адмирал Т. Нагумо)                               | Флот №3 (вице-адмирал Т. Нагумо)                               | Флот №3 (вице-адмирал Т. Нагумо)                               | Флот №3 (вице-адмирал Т. Нагумо)                               | Флот №2 (контр-адмирал Н. Кондо)                               | Флот №2 (контр-адмирал Н. Кондо)                               | Флот №2 (контр-адмирал Н. Кондо)                               | Флот №2 (контр-адмирал Н. Кондо)                               | Флот №2 (контр-адмирал Н. Кондо)                               |
| Передовые силы                                                 | Передовые силы                                                 | Передовые силы                                                 | Авиация                                                        | Авиация                                                        | Охранение                                                      | Охранение                                                      | Охранение                                                      | Охранение                                                      |
| ДЛК №11                                                        | ДКР №7                                                         | ДКР №8                                                         | ДАВ №1 (вице-адмирал К. Какута)                                | ДАВ №2 (контр-адмирал Н. Кондо)                                | IV дэм                                                         | XVI дэм                                                        | XVII дэм                                                       | XI дэм                                                         |
| -------------------------------------------------------------- | -------------------------------------------------------------- | -------------------------------------------------------------- | -------------------------------------------------------------- | -------------------------------------------------------------- | -------------------------------------------------------------- | -------------------------------------------------------------- | -------------------------------------------------------------- | -------------------------------------------------------------- |
| лидер 'Нагара' кр. I р. 'Хиэй' кр. I р. 'Кирисима'             | кр. I р. Тонэ кр. I р. 'Тикума'                                | кр. I р. 'Судзуя' кр. I р. 'Кумано'                            | АВ Сёкаку АВ Дзуйкаку АВ Дзуйхо                                | АВ Дзюнъё                                                      | ЭМ Араси ЭМ Маикадзэ                                           | ЭМ Юкикадзэ ЭМ Хацукадзэ ЭМ Амацукадзэ ЭМ Токицукадзэ          | ЭМ Хамакадзэ                                                   | ЭМ ПВО Тэрудзуки                                               |

25.10.1942 г. Флот №3 Императорской Японии в море подвергся внезапному налёту гидроразведчиков ВМС США. Штаб флота приказал силам повернуть к норду, где предположительно находились основные силы группировки противника. 26.10.1942 г. силы ДАВ №1 вновь подверглись налёту авиации 16-й (АВ № 8 Хорнет) и 18 (АВ № 7 Уосп) авианосных дивизий, которая была обнаружена РЛС АВ Сёкаку, но корабль попал под массированный налёт авиации 61 ОМГ США и тяжело повреждён вместе с кр. I р. Тикума и легким АВ Дзуйхо. Из-за повреждения палубы АВ Сёкаку потерял возможность поднимать авиацию и вести бой, командование авиацией дивизии временно принял к-н 1 ранга Т. Номото. Командование и штаб Флота №3 были сняты с горящего флагмана и переданы на АВ Дзуйкаку ЭМ Араси (к-н 1 ранга К. Арига). Контратакой Флота №3 (рота ТАЭ и пара ЛБАЭ авиаБЧ Сёкаку под прикрытием пятерки ИАЭ АВ Дзуйкаку) были уничтожены АВ № 8 Хорнет и ЭМ № 356 Портер. После оборонительной операции у арх. Восточных Соломоновых островов обоим корабля ДАВ №5 была в третий раз (после наступательной операции Гавайи и операций в районе Австралии) вынесена благодарность Главкома ВМС.

#### Оперативный план№ 1 (И)
После боевых действий авианосных сил у арх. Санта-Крус в районе арх. Соломоновых о-вов наступила пауза, так как ВМС США испытывали нехватку корабельного состава. В 1943 г. на вооружение авианосных дивизий ВМС США стал массово поступать тяжёлый проект Эссекс и лёгкий Индепенденс. К концу 1943 г. на вооружении ВМС США находилось 4 ед. АВ проекта Эссекс и 9 ед. АВ проекта Индепенденс. Весной 1943 г. Ставка Императорской Японии силами корабельной и береговой авиации начала одновременную реализацию стратегической операции № 1 (И) для перелома инициативы у о. Гуадалканал. Большая часть военных летчиков корабельной авиации принимали участие в дальних вылетах к арх. В. Соломоновых о-овов (о. Гуадалканал) с береговых аэродромов. В воздушных боях опытный летный состав авиации ВМС продолжал нести серьёзные потери. К апрелю потери корабельной авиации в дальних вылетах вдвое превышали потери наступательной операции Гавайи (до пятой части всего личного состава). Ком. 3-м Флотом ВМС Д. Одзава предлагал штабу Главкома не применять корабельную авиацию для непосредственной поддержки наземных подразделений, но ввиду тяжести ситуации получил отказ. 
Подразделения авиации ДАВ №1 были выведены в метрополию для пополнения матчастью и летным составом. Чтобы компенсировать отсутствие одной дивизии, штаб и командующий 1-м АФл пошли на дробление авиации ДАВ №2 между береговыми аэродромами Микронезии и Маршалловых островов. Во многом силы корабельной авиации дезорганизовала ведшаяся с береговых аэродромов ВМС стратегическая операция  №1 

К-н 2 ранга М. Окумия, офицер штаба ДАВ №2
Весной 1943 г. корабли ДАВ №1 передали большую часть авиаБЧ в ПМТО ВМС военный аэродром ВМС Рабаул (на о. Н. Гвинея). Ставка испытывала острую нехватку летного состава, не привлекая ДАВ №1 к активным действиям. Дивизия базировалась на арх. Микронезии (ПМТО ВМС Трук) с выходами в округ Курэ. Неудача оперативного плана конатрнаступления №1 (И) и угроза арх. Микронезии заставила штаб АФл №1 перенести базирование в Сингапур. К весне 1944 г. стало ясно, что ВС США готовят стратегическую наступательную операцию в Центральной части Тихого океана, и Императорская Япония начала концентрацию сил для противодействия.

### Оперативный план№ 2 (Ро)
Нехватка матчасти и обученного летного состава не позволяла Ставке Императорской Японии организовать упорное сопротивление наступлению ВС США на Южном Фронте. Противник угрожал маршрутам подвоза нефтепродуктов с НПЗ Индонезийского архипелага. Весной 1944 г. было принято решение остановить наступление соединений ВМС и КМП США в ходе оперативного плана Победа-1 (Сё-1) в районе арх. Марианских о-вов. В районе о. Тави-Тави (арх. Марианских о-вов) силы вторжения должны были быть остановлены ударами береговой и корабельной авиации ВМС, после чего по плану решащего столкновения уничтожены надводными силами Соединённого флота ВМС.

## Оборонительная операцияуарх. Алеутских о-вов
На момент конца апреля дивизия заканчивала боевую подготовку прибывшего личного, в том числе АВ Сёкаку в срок 
Сигацу мацу дзинъин сэйби, кокан кёикуо сибараку сюрё
, АВ Дзуйкаку с опозданием 
Дзинъин ходзю сибараку оватта бакари, тайхэйрёкуо моттэ энрэн фусоку
, в связи с чем штаб Соединённого Флота ВМС принял решение об отсрочке операции. Дивизия вышла из округа Курэ 18.5.1943 г., прибыв в главную базу ВМС 21.5. 1943 г., где вошла в состав сводного флотского соединения:
- Соединённый Флот ВМС
  - ДАВ №1 
    - АВ Сёкаку-'Дзуйкаку'-Дзуйхо

  - ДКР №7 
    - лидер Оёдо, кр. I р. Кумано-Судзуя-Могами

  - ДЭМ №10 
    - лидер Агано, Юкикадзэ-Сиокадзэ-Хамакадзэ[51][53].

В это же время с ПМТО Трук в Главную базу ВМС был доставлен прах Главкома ВМС Императорской Японии адмирала И. Ямамото, погибшего 18.4. 1943 г. при вылете с ПМТО ВМС Рабаул на прифронтовую базу на о. Бугенвиль. На переходе урну с прахом сопровождал конвой в составе: флагмана ВМС Мусаси, ДАВ №2 (АВ Дзюнъё-Хиё),  ДЛК №3 (ЛК Конго-Харуна) и ДКР №8 (кр. I р. Тонэ|-Тикума). Одновременно с возвращением праха Главкома в метрополию основные соединения ВМС концентрировались в районе главной базы для перехода к Курильской гряде и участия в оборонительной у арх. Алеутских островов). В конце весны начальник отдела оперативного управления Главного Штаба ВМС (капитан 1 ранга Т. Ямамото, ранее командир авиаПБ Титосэ) докладывал начальнику ГлШ ВМС, что запас корабельного мазута составлял не более 300 тыс. т. При ежемесячном расходе группировок военного времени до 40 тыс. т (до 60 тыс. т в случае действий в районе Алеутского архипелага), весь запас топлива ВМС мог быть израсходован до осени. 29.5.1943 г. было объявлено о гибели гарнизона Сухопутных войск на о. Атту (сводный полк №89 укрепрайона Шумшу, полковник Я. Ямадзаки), и оборонительная операция в районе арх. Алеутских о-вов была отменена. Основными причинами отхода были нехватка топлива и потеря берегового плацдарма. Группировка ВМС из района архипелага через Главную базу ВМС были выведены в район Западной Японии.
В это время соединения КМП США вели наступление в западном направлении по арх. Соломоновых о-вов, высадившись на о. Рендова. ДАВ №1 ВМС (АВ Сёкаку-Дзуйкаку- Дзуйхо) в сопровождении кр. I р. Могами и сводной ДЭМ (лидер Оёдо, xi дэм - ЭМ Судзуцуки-Хацудзуки-Ниидзуки, xx дэм - Сигурэ- Ариакэ-Югурэ) перешла в округ Курэ. 08.07.1943 г. ДАВ №1 в сопровождении авиаПБ Тюё-Ниссин, ДКР №8 (Тонэ-Тикума-Могами) и двух сводных ДЭМ (лидеры Оёдо-Агано, iv, xvii и li дэм) после недельного перехода прибыла к арх. Микронезии. После месячных учений с 19.09. 1943 г. ДАВ №1 ВМС была направлена на обеспечение ПВО арх. Гилберта (ат. Тарава), 5.10. 1943 г. — в район ат. Уэйк под охранением  ДЛК №1 ВМС (ЛК Ямато-Нагато). Расход мазута в океанских выходах в ПМТО ВМС Микронезии осени 1943 г. негативно повлиял на маневренность сил в ходе оборонительного оперативного плана № 2 у арх. Марианских о-вов.

## Формирование Маневренного Флота №1 ВМС

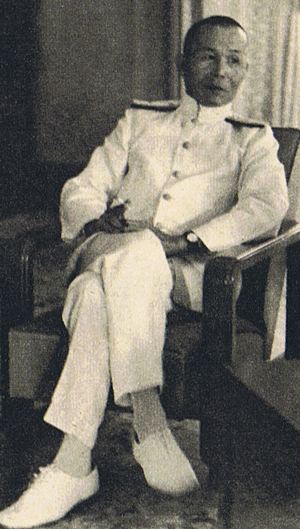
Ком. МФл №1 ВМС вице-адмирал вице-адмирал Д. Одзава
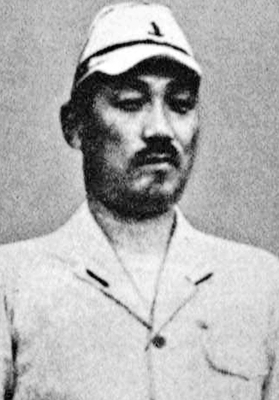
НШ МФл №1 ВМС контр-адмирал К. Комура
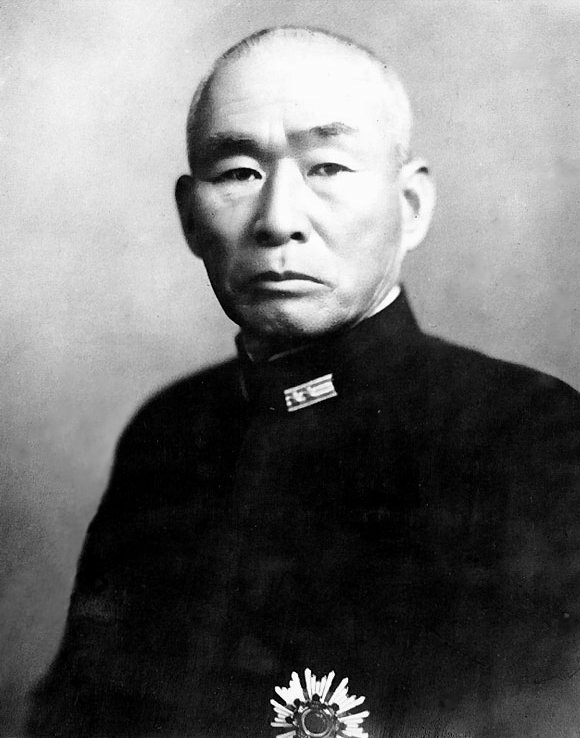
Ком. 2 Флотом ВМС вице-адмирал Т. Курита
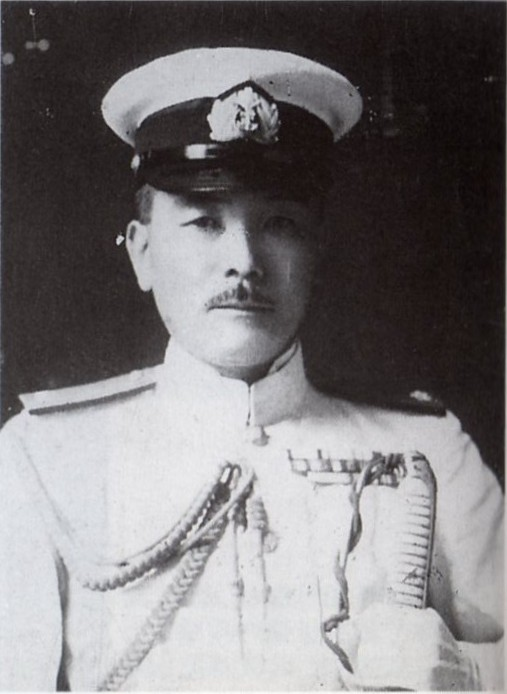
НШ 2 Флота ВМС контр-адмирал  Т. Коянаги

Для концентрации сил в районе Филиппинского архипелага летом 1944 г. на основе Флотов №№2-3 ВМС было сформировано последнее оперативное объединение корабельной авиации Императорской Японии — Маневренный Флот (МФл) №1 ВМС (ком. 3-м Флотом ВМС вице-адмирал Д. Одзава, НШ контр-адмирал К. Комура). Численность корабельной авиации Императорской Японии достигла своего максимума в составе девяти авианесущих кораблей. 1.17. 1944 г. корабль в сопровождении ХХ дэм (ЭМ Акигумо- Кадзэгумо) перешёл из округа Йокосука в округ Сасэбо, откуда 6.2. 1944 г. в составе ДАВ №2 под охранением кр. I р. Тикума и ДЭМ №10 (лидер Яхаги, LXI дэм - ЭМ Хацудзуки-Вакацуки, Х дэм – ЭМ Акигумо-Кадзэгумо-Асагумо) вышел к месту базирования МФл №1 (п. Сингапур). Зайдя в п. Сингапур ДАВ №2 и ДЭМ №10 заняли позицию у арх. Линга для совместных учений 10.3.1944 г. флагманом МФл №1 ВМС был назначен новейший АВ Тайхо, который 28.3.1944 г. вышел из вод метрополии по направлению к месту дислокации сил флота под охранением LXI дэм. В феврале-марте 1944 г. для единства управления авиация дивизии была сведена в смешанный авиаполк №601 ВМС (комполка - ком. авиаБЧ Тайхо капитан 2 ранга Т. Ириса)

## Оборонительная операцияу арх. Марианских о-вов

#### Действия сил США уо. Сайпан
По плану наступательной операции Форейджер 5-й Флот США (адмирал Р. Спрюэнс) сформировал 
- 8-ю оперативную морскую группировку (ОМГ) (англ. Task Force 58 (58TF))

- четырё авианосных дивизии (англ. TF58. 1-4)
- дивизию линейных сил (англ. TF58.7)

- 2-ю (десантную) группировку (52-я ОМГ, англ. Task Force 52 (52TF)

- 8-я ОМГ 5-го Флота США (англ. Task Force 58 (58TF)) 
  -  1-я авианосная дивизия  -  АВ № 12 Хорнет, АВ № 10 Йорктаун
  -  2-я авианосная дивизия   - АВ № 17 Бункер-Хилл, АВ № 18 Уосп
  -  3-я авианосная дивизия  - АВ № 6 Энтерпрайз, АВ № 16 Лексингтон
  -  4-я авианосная дивизия  - АВ № 9 Эссекс, 2 ед. АВ ПЛО
  - 7-я линейная дивизия - 7 ед. линкоров
    -  8 ед. тяжёлых крейсеров

В конце весны 1944 г. 2-я (десантная) ОМГ 5-го Флота США покинула пункт базирования (ат. Маджуро) и к середине июня десантные части США начали высадку на арх. Марианских о-овов (о. Сайпан).

#### ДействияМФл №1ВМСуо. Сайпан
11.6. 1944 г. 8-я и 2-я ОМГ ВМС США начали обстрелы арх. Марианских о-вов. По требованию штаба Соединённого Флота ВМС МФл №1 ВМС вышел в море из п. Сингапур для налёта на авианосные дивизии противника, используя большую дальность корабельной авиации. ДАВ №1 (АВ Тайхо-Сёкаку-Дзуйкаку) выдвигалась в направлении арх. Филиппин под охранением ДКР №5 (кр. I р. Хагуро- Мёко) и ДЭМ №10 (лидер Яхаги, X-XVII-LVI дэм). 
Группировка №1 МФл №1 ВМС
- ДАВ №1 ВМС（в подчинении Комфлотом）
  - АВ Тайхо-Сёкаку-Дзуйкаку
- ДКР №5 ВМС （контр-адмирал С. Хасимото）
  -  кр. I р. -Мёко-Хагуро
- ДЭМ №10 ВМС (контр-адмирал С. Кимура)
  - лидер Яхаги
  - x дэм (ЭМ Асагумо)
  - xvii дэм (ЭМ Исокадзэ-Уракадзэ)
  -  lxi дэм (ЭМ Акидзуки-ЭМ Хацудзуки-Вакацуки-Вакацуки-Симоцуки[69]

Численность авиаБЧ Сёкаку на 19.6.1944 г. (8 рот авиации): 
- 4 роты ИАЭ
- рота ТАЭ + тройка Тяньшань с РЛС
- две роты ЛБАЭ
- рота РАЭ

ДАВ №1 ВМС должна была подойти к архипелагу к 18.6.1944 г. после дозаправки у арх. Филиппин. 15.6.1944 г. силы МФл №1 ВМС прошли из Филиппинского моря в м. Самар через пр. Св. Бернара и о. Хальмахера, где были обнаружены патрулировавшем дпл противника (ПЛ № 229 Летучая рыба-№ 304 Морской конек. Через двое суток в районе з. Лейте другой дпл ВМС США (ПЛ № 218 Альбакор-ПЛ № 244 Кавалла, капитаны 2 ранга Д. Бленчард и Г. Косслер) обнаружил по направлению на норд и начал преследование ДАВ №2 ВМС с группой танкеров.

## Гибель корабля
На рассвете 19.6.1944 г. ДАВ №1 начала подъём ударного эшелона для противодействия наступашим авианосным дивизиям 8 ОМГ США. Всего были подняты 5 рот ИАЭ, 6 рот ЛБАЭ и 3 роты ТАЭ. Преимущество раннего вылета было сведено к минимуму работой РЛС 58 и 52 ОМГ США и численным превосходством противника. Около 11:30 при подъёме очередного вылета с удаления 6 каб (1,1 км) авианосный ордер на полном ходу подвергся торпедной атаке ПЛ № 244 Кавалла ВМС США. Из 6 ед. торпедного залпа корабль получил до четырёх попаданий в правый борт. Попаданиями были деформированы силовые шпангоуты корпуса, заклинены подъёмники и один турбинный вал, корабль был частично обесточен из-за потери энергии от турбогенераторов. По воспоминаниям  ком. минно-торпедной БЧ лидера Яхаги (капитан 3 ранга С. Исидзука), тремя валами корабль продолжал держать максимально возможный ход для подъёма авиации. Из развороченной надводной части правого борта валил котельный дым, смешанный с паром, внутри корпуса виднелось пламя пожара в ангарах.
Комдив ДЭМ №10 (контр-адмирал С. Кимура) с лидера Яхаги по УКВ пытался убедить командира корабля застопорить ход во избежание взрыва. В связи с затоплением трюмов и машинных отсеков корабль получил крен на правый борт, который компенсировался контрзатоплением трюмных отсеков противоположного борта. На полном ходу корабль стал крениться на противоположный от попаданий левый борт и зарываться носовой оконечностью в воду. Примерно через два часа после атаки (около 14:00) в трюме и ангарах корабля произошёл сильнейший взрыв авиабензина, разворотивший корпус и днище. Корабль полностью потерял ход, зарывшись носом, и в течение десяти минут ушёл под воду. После взрыва экипаж начал подъём на полётную палубу и сбор в кормовой части, но при растущем дифференте большая часть личного состава погибла, упав с высоты в воду либо провалившись внутрь горящего корпуса. Из 1,7 тыс. личного состава вместе с кораблем погибло до 1,3 тыс. чел. (58 чел. комсостава, 830 матросов и старшин, почти 400 чел. лётного состава). Личный состав на гребных средствах и в воде вместе с командиром корабля (капитан 1 ранга Х. Мацубара) был спасен ордером ДЭМ №10 (лидер Яхаги, ЭМ Уракадзэ-Акидзуки). Часть экипажа для оказания помощи позже была передана на поврежденные АВ Дзуйкаку-Дзюнъё и кр. I р. Мая.
Примерно в этой же время от похожих повреждений затонул флагман флота Тайхо (торпедирован ПЛ № 218 Альбакор ВМС США ). Флагман подвергся торпедной атаке около 8:00 с удаления 26 каб. (4,8 км) залпом из 6 ед. торпед, одна из которых поразила цистерны авиабензина. Комфлотом и начштаба были переданы эсминцем Вакацуки на тяжёлый крейсер Хагуро и далее со штабом флота перешли на АВ Дзуйкаку.. Личный состав также подобран ордером ДЭМ №10 (ЭМ (Исокадзэ). На следующий день налётом авиации 8 ОМГ США во время дозаправки в море был уничтожен АВ  Хиё  и два танкера МФл №1, повреждён АВ Дзуйкаку  и практически все силы группировки №2  (яп.  Оцу бутай):
Группировка №2 МФл №1 ВМС
- ДАВ №2 ВМС (АВ  Хиё -Дзюнъё )
- ДАВ №4 ВМС (ПБ авиации Титосэ -Тиёда)
- охранение (ЛК Харуна -кр. I р. Мая)

Боевые потери всех вылетов составили почти две трети авиаБЧ Сёкаку (по роте И-0 и Комет и шестерку Тяшьшаней). Одна торпедоносная рота погибла вечером 20.6.1944 г. (тройка Тяньшаней сбита противником, четверка села на воду). В это же время разрозненные силы МФл №1 подверглись налёту более чем 100 ед. авиации 8 ОМГ США. С гибелью ДАВ №1 (АВ Тайхо - Сёкаку -Дзуйкаку ) МФл №1 ВМС перестал представлять боеспособное объединение стратегического характера. Удержание морского плацдарма в районе Филиппинского архипелага стало невозможным. Попытка генерального сражения полностью провалилась, заставив Императорскую Японию перенести тяжесть обороны на следующий стратегический рубеж у о. Тайвань.

### Исключение из списков
Несмотря на гибель летом-осенью 1944 г. АВ ''Синано'- 'Тайхо'-Сёкаку-'Дзуйкаку, линкоры 'Ямато'-'Мусаси'-'Фусо'-'Ямасиро' оставались в строевых списках ВМС и после капитуляции Императорской Японии во Второй мировой войне (до 31.8.1945 г.).

## Командиры корабля
| Портрет | Знаки различия | Чин             | Имя               | Срок командования                |
| ------- | -------------- | --------------- | ----------------- | -------------------------------- |
|         |                | Капитан 1 ранга | Митио Сумикава    | 20 мая 1940 – 15 октября 1940    |
|         |                | Капитан 1 ранга | Такацугу Дзёдзима | 15 октября 1940 – 25 мая 1942    |
|         |                | Капитан 1 ранга | Масафуми Арима    | 25 мая 1942 – 16 февраля 1943    |
|         |                | Капитан 1 ранга | Тамэцугу Окада    | 16 февраля 1943 – 17 ноября 1943 |
|         |                | Капитан 1 ранга | Хироси Мацубара   | 17 ноября 1943 – 19 июня 1944    |

## На русском языке
- Сергей Сулига. Японские авианосцы „Сёкаку“ и „Дзуйкаку“ („Shokaku“ & „Zuikaku“) Боевые „журавли“ Императорского флота (недоступная ссылка)
- Хорикоши Д., Окумия М., Кайдин М. „Зеро!“ (Японская авиация во Второй мировой войне) — М: ACT, 2001, c. 255

## На английском языке
- John B. Lundstrom The First Team and the Guadalcanal Campaign: Naval Fighter Combat from August to November 1942, Naval Institute Press (July 1, 2005) ISBN 1591144728
- René J. Francillon. Japanese Aircraft of the Pacific War. — London: Putnam, 1970. — 566 с. — ISBN 370-00033-1.
- Peattie, Mark[англ.]. Sunburst: The Rise of Japanese Naval Air Power 1909–1941 (англ.). — Annapolis, Maryland: United States Naval Institute, 2001. — ISBN 1-55750-432-6.
- Ikuhiko Hata, Yashuho Izawa, Christopher Shores. Japanese Naval Fighter Aces: 1932-45. — Mechanicsburg, MD: Stackpole Books, 2013. — 464 с. — ISBN 978-0-8117-1167-8.
- Hans Lengerer. The aircraft carrier of the Shokaku class. — Mechanicsburg, MD: Conway Maritime Press, 2015. — С. 90—109. — ISBN 978-1591146001.
- Gordon Plange, Miracle at Midway (1982), ISBN 0-07-050672-8

## На японском языке

### Историческая
Серия „История Тихоокеанской войны“ отдела военной истории НИИ УНО, изд. Асагумо Симбун 1969—1980 гг. /Боэйтё боэй кэнкю-сё сэнси-сицу „Сэнси-сосё“, Асагумо Симбунся 1969—1980 нэн/防衛庁防衛研修所戦史室、戦史叢書、朝雲新聞社、1969-80年
- т.29 „Операции ВМС на Северном фронте“, 1969 г./„Хоппо хомэн кайгун сакусэн.“, 1969 нэн/『戦史叢書29　北東方面海軍作戦』 朝雲新聞社、1969年。
- т.31 „Военные программы ВМС до ноября 1941 г.“, 1969 г. /„Кайгун гунсэнби (1). Сёва дзюхати нэн дзюити гацу мадэ. Сэнси гёсё дай 31 кан.“, 1974 нэн/『海軍軍戦備＜1＞ 昭和十六年十一月まで』戦史叢書第31巻、1969年。
- т.49 Операции ВМС на Южном фронте до начала наступления на о. Гуадалканал., 1971 г./Нампо хомэн кайгун сакусэн (1). Гато даккан сакусэн кайси мадэ, 1971 нэн/『戦史叢書　南東方面海軍作戦(1)　ガ島奪還作戦開始まで』
- т.71 Управление ВМС Ставки и Соединённый Флот ВМС, разд. 4, Оперативные планы третьего периода войны, 1974 г./Дайхонъэй кайгунбу-рэнго кантай. 4. Дайсандан сакусэн тюки, 1974 нэн/『戦史叢書71 大本営海軍部・連合艦隊4 第三段作戦中期』 1974年。

### Воспоминания
- Р. Кусака Воспоминания начштаба Соединённого Флота, изд. Ковадо, 1979 г./Кусака Рюносукэ, Рэнго кантай самботё-но кайсо, Ковадо, 1979 нэн/草鹿 龍之介 連合艦隊参謀長の回想 光和堂 1979/01 ISBN 4875380399
- М. Тихая, ВМС Японии. Начало самоуспокоенности, изд. Намики, 1989　г./Тихая Масатака, Ниппон кайгун-но огори-но хадзимари., Намики сёбо, 1989　нэн./千早 正隆　日本海軍の驕りの始まり　並木書房 (1989)　ISBN 4890630023
- К. Фукути Рассказы о море, т.2, изд. Кодзинся, 1982 г./Фукути Канэо, Кайгун куросио моногатари (дзоку), Кодзинся, 1982 нэн/福地 周夫 (著) 海軍くろしお物語 (続) 光人社 (1982/6/1), ISBN 4769801793
- К. Фукути Обо всем в прекрасных ВМС, изд. Кодзинся, 1982 г./Фукути Канэо, Кайгун бидан ёмояма моногатари, Кодзинся, 1985 нэн/福地 周夫 海軍美談よもやま物語 光人社 (1985/11/1) ISBN 4769802870
- М. Тоёда Непотопляемый „Юкикадзэ“. Славный путь счастливого эсминца, изд. Кодзинся, 2004 г./Тоёда Минору, Юкикадзэ ва сидзумадзу. Кёун кутикукан эйко-но сёгай, Кодзинся, 2004 нэн/豊田 穣『雪風ハ沈マズ』―強運駆逐艦栄光の生涯 光人社NF文庫 2004/10/1 ISBN 4769820275

### Журналы
- 雑誌「丸」編集部編. 日本の軍艦. 第3巻, 空母. 1 (Корабли ВМС Японии т. 3 Авианосцы, ч. I: Хосё, Рюдзё, Акаги, Кага, Сёкаку, Дзуйкаку, Сорю, Хирю, тип Унрю, Тайхо). — и. Кодзинся, 1989. — 260 с. — ISBN 4-7698-0453-9.
- 雑誌「丸」編集部. 空母 翔鶴・瑞鶴・蒼龍・飛龍・雲龍型・大鳳 (ハンディ判 日本海軍艦艇写真集) (Альбом кораблей ВМС Японии т. 6: Авианосцы Сёкаку, Дзуйкаку, Сорю, Хирю, Унрю, Тайхо). — и. Кодзинся, 1996. — 134 с. — ISBN 4769807767.

### МатериалыНИИМинобороны Японии

#### Приказы
- C13072086300, Приказ № 899 от 14.7.1942 г. о кадровых назначениях ВМС
- C13072087300, Приказ № 961 от 10.10.1942 г. о кадровых назначениях ВМС